# مطار السمارة
مطار السمارة (إياتا:SMW، إيكاو:GMMA) هو مطار يخدم مدينة السمارة في الصحراء المغربية.

## شركات الطيران
حالياً لا يُشغل المطار أي رحلات جوية تجارية، لكن هناك دراسات لربط المطار برحلات جوية مع مطار محمد الخامس الدولي بمدينة الدار البيضاء، ومطار العيون الحسن الأول.

## الاستعمال
الاستعمال الحالي للمطار هو عسكري فقط يستخدم من طرف القوات المسلحة الملكية المغربية ومن طرف الامم المتحدة.